# 藤野恵

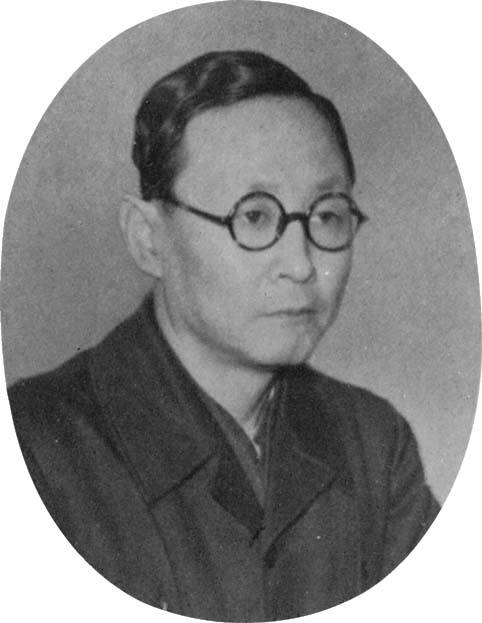
藤野恵

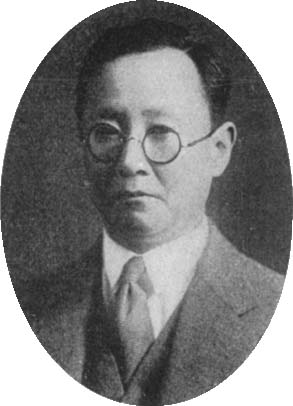
藤野恵

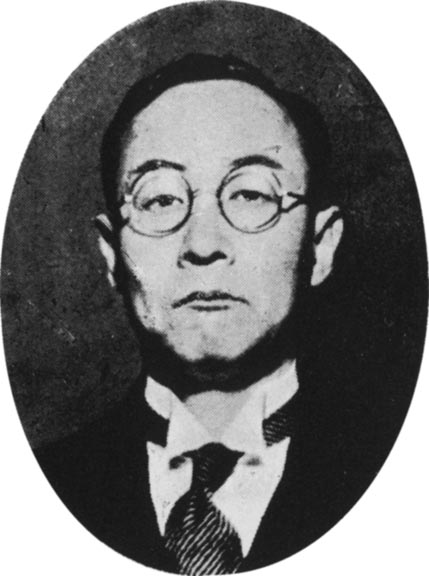
藤野恵

藤野 恵（ふじの めぐむ、1894年（明治27年）4月16日 - 1949年（昭和24年）10月9日）は、日本の内務・文部官僚。官選県知事、文部次官。

## 経歴
広島県出身。藤野玖三の四男として生まれる。広島県立福山中学校、第六高等学校を卒業。1919年7月、東京帝国大学法学部政治学科を卒業。内務省に入省し群馬県属となる。同年10月、高等試験行政科試験に合格。
1920年10月、群馬県多野郡長に就任。以後、静岡県理事官・内務部社会課長兼調査課長、臨時震災救護事務局事務官、内務省社会局事務官、兼社会局書記官・社会部福利課長、同部保護課長などを歴任。
1935年1月、香川県知事に就任。 1936年6月、文部省実業学務局長に転じ、さらに同普通学務局長を務めた。1939年4月、鹿児島県知事となる。『鹿児島県史』の編纂、戦時体制の整備などを推進した。1940年8月、文部省教学局長官に転じ、同省総務局長を経て、1944年7月から1945年6月まで文部次官を務めた。1945年に退官し、戦後、公職追放となった。

## 著作
- 『公益質屋法要論』良書普及会、1927年。
- 『児童虐待防止法要義』松華堂、1933年。
- 『融和対策としての教育』〈融和問題叢書;第14編〉中央融和事業協会、1939年。
- 持永義夫共著『社会行政』〈自治行政叢書;第11巻〉常磐書房、1937年。

## 家族
- 父の藤野玖三は大阪商船広島支店に勤務していたが、支店廃止に伴い、設備一式を譲り受けて同僚と代理店を共同経営していた[5]。大日本商工協会福山支部長。
- 兄 藤野幹（台湾総督府官吏）1883年に藤野玖三の長男として生まれ、1908年東京帝国大学法科大学政治学科卒。台湾総督府専売局書記となり、翌年高等文官試験に合格して同府事務官となり、1919年明治製糖取締役に転じ、のち社長となった[6]。岳父に矢野二郎、娘婿に小松化成社長河合二良（河合良成二男）

## 栄典
- 1940年（昭和15年）8月15日 - 紀元二千六百年祝典記念章[7]